# Alfa Romeo Diva
De Alfa Romeo Diva is een conceptauto van het Italiaanse autohuis Alfa Romeo. De auto was voor het eerst te zien op de Autosalon van Genève in 2006. De auto is tot stand gekomen middels een samenwerking van Alfa Romeo en het designhuis Sbarro.
Het ontwerp van de auto grijpt terug naar het icoon Alfa Romeo 33 Stradale. Hoewel de auto de kenmerkende Alfa-neus heeft, doet de neus erg als een Formule 1-wagen aan. De auto is gebouwd op een zwaar gemodificeerd chassis van een Alfa Romeo 159 en heeft een getunede 147 GTA motor onder de kap liggen.